# Misy-sur-Yonne
Misy-sur-Yonne è un comune francese di 969 abitanti situato nel dipartimento di Senna e Marna nella regione dell'Île-de-France.

## Società

### Evoluzione demografica
Abitanti censiti